# Roger de San Severino
Roger de San Severino fue el bailío del Reino de Jerusalén desde 1277 hasta 1282. Fue enviado a Acre, entonces capital del reino, con una pequeña fuerza por el nuevo rey Carlos I, también rey de Sicilia, para actuar como regente.
Carlos, un angevino y hermano de Luis IX de Francia, había comprado los derechos del Reino a María de Antioquía, uno de los reclamantes después de la muerte de Conradino en 1268. La sucesión, sin embargo, fue disputada entre María y Hugo III de Chipre.
Roger tuvo el apoyo de los Caballeros Templarios y la República de Venecia cuando desembarcó en Acre. El bailío en ese momento era Balián de Arsuf, que inicialmente se negó a admitirlo dentro de la ciudadela hasta que los papeles firmados por Carlos, María, y el papa Juan XXI fueran redactados y los Caballeros Hospitalarios y el Patriarca de Jerusalén Juan de Versalles habían rehusado intervenir. El estado del reino se convirtió en anarquía cuando Roger creó los modelos de Carlos y exigió juramento de homenaje a los barones, que a su vez se negaron a aceptar la transferencia de los derechos reales y sin una decisión de la Haute Cour. Los barones solicitaron a Hugo de Chipre liberarlos de sus juramentos, pero éste se negó. Roger luego amenazó a todos los barones con la confiscación de sus bienes si no hacían homenaje. Incluso Bohemundo VII de Trípoli lo reconoció como regente en Acre.
Roger gobernó el resto del reino latino de Oriente en paz. Continuó la alianza con el sultán mameluco de Egipto, Qalawun, a petición de Carlos y la extendió por otros diez años en mayo de 1281. También se negó a ayudar al ilkan mongol de Persia, Abaqa, contra los mamelucos en la segunda batalla de Homs. Incluso felicitó personalmente a Qalawun por su victoria. En 1281, después de las Vísperas sicilianas del 30 de marzo, Roger fue llamado con sus tropas a Italia y dejó atrás a Odón Poilechien como su representante.